# 哈东山口
27°46′38″N 91°42′40″E / 27.77722°N 91.71111°E
哈东山口（藏語：ཧ་དོང་ལ།，哈东拉山口）也称哈东山脊（英語：Hatung La Ridge，哈东拉山脊），位于中华人民共和国西藏自治区山南市错那市境内，北邻克节朗河，东滨娘江曲，是中华人民共和国民政部第四批增补藏南地区公开使用地名中的一个。 该地位于中国与印度领土争议地区，实际位于印度阿鲁纳恰尔邦达旺县吉米塘乡境内。